# 愛するだけでよかったら (曲)
「愛するだけでよかったら」（仏: S'il suffisait d'aimer、英: If Love Were Enough）はセリーヌ・ディオンのアルバム『愛するだけでよかったら』からの2枚目のシングル。1998年11月23日にフランス語圏の国々で発売され、このアルバム中最も売り上げの多いシングルとなった。

## 概要
作詞・作曲及びプロデュースはジャン=ジャック・ゴールドマン。
ミュージック・ビデオの監督はヤニック・サイエで、1998年に行われたレッツ・トーク・アバウト・ラヴ・ツアーのライブ模様で構成されている。このビデオは後に発売されたDVD「オン・ヌ・シャンジュ・パ」に収録されている。
シングルは限定的ではあるが他のヨーロッパ各国でも発売され、フランスで4位、ベルギー・ワロン地域圏で6位、ヨーロッパ全体で19位にそれぞれランクインした。うちフランス（売上26万5000枚）とベルギー（売上2万5000枚）ではそれぞれゴールドに認定されている。
2005年に発売されたディオンのフランス語版ベスト・アルバム『オン・ヌ・シャンジュ・パ』にも収録されている。

## 収録曲
ヨーロッパ版CDシングル
1. 「愛するだけでよかったら」 – 3:35
2. 「すべてのブルースはあなたのため」 – 4:48

ヨーロッパ版CDシングル#2
1. 「愛するだけでよかったら」 – 3:35
2. 「アイム・ユア・エンジェル」 – 5:31

## チャート・認定
| チャート（1998年）                            | 最高位 |
| --------------------------------------------- | ------ |
| ベルギー フランデレン地域圏・シングルチャート | 72     |
| ベルギー ワロン地域圏・シングルチャート       | 6      |
| ヨーロッパ・シングルチャート                  | 19     |
| フランス・シングルチャート                    | 4      |
| ケベック有線チャート                          | 1      |

| 国       | 認定     |
| -------- | -------- |
| ベルギー | ゴールド |
| フランス | ゴールド |